# Fishtail Point
Der Fishtail Point (englisch für Fischschwanzlandspitze) ist eine Landspitze an der Hillary-Küste des ostantarktischen Viktorialands. Er stellt das südliche Ende der Shults-Halbinsel auf der Ostseite des Mündungsgebiets des Skelton-Gletschers in das Ross-Schelfeis dar.
Die neuseeländische Gruppe der Commonwealth Trans-Antarctic Expedition (1955–1958) erkundete und benannte die Landspitze im Jahr 1957.